# Jah Cure
Jah Cura, o Iyah Cura (nacido Siccature Alcock el 11 de octubre de 1978 en Hanover, Jamaica) es un jamaicano reggae músico, quién estuvo levantado en Kingston.  Esté dado el nombre Jah Cura por Capleton quien  conozca mientras creciendo arriba en Kingston.

## Carrera musical
Su primera rotura grande entró Marcha 1997 cuando lanzó el sencillo King in this Jungle qué era un dúo con Sizzla. El solo estuvo producido por Beres Hammond quién fue para devenir su mentor que libere una corriente firme de singles aquello le ganó crítico y popular aclama. Finalmente tomó bajo su tutelage y empezó mentoring, produjo su música en el estudio. En 1998, actuó en una visita europea y visitó varias islas del Caribe con Beres Hammond y la Familia de Casa de la Armonía.
La cura liberó tres álbumes y un número de singles de prisión, algunos de los cuales han coronado el gráfico jamaicano. Su primer álbum Free Jah's Cure The Album the Truth estuvo liberada en 2000,  esté seguido por Ghetto Life en 2003 y Freedom Blues en 2005. Más recientemente ha lanzado Love Is, Longing For y True Reflections, mostrando su voz única y lírica capacidad. Tres días más tarde liberando de la prisión, su cuarto álbum, True Reflections...A New Beginning, estuvo liberado.

## Discografía
- Free Jah's Cure The Album the Truth (2000)[3]
- Ghetto Life (2003)[4]
- Freedom Blues (2005)[5]
- True Reflections...A New Beginning (2007)[6]
- The Universal Cure (2009)[7]
- World Cry (2013)[8]
- The Cure (2015)[9]
- Royal Soldier (2019)[10]